# Dreyse M1907
La Dreyse Modell 1907 era una pistola semiautomatica della Germania imperiale, progettata da Louis Schmeisser. La pistola deve il nome a Johann Nikolaus von Dreyse, l'inventore del fucile Dreyse. Infatti Waffenfabrik von Dreyse era stata acquisita nel 1901 dalla Rheinische Metallwaren & Maschinenfabrik di Sömmerda, le cui pistole continuarono ad essere commercializzate con il nome di Dreyse.

## Storia
La M1907 fu progettata da Louis Schmeisser (che in precedenza aveva lavorato con Theodor Bergmann sul MP 18) tra il 1905 ed il 1906 e fu immessa sul mercato nel 1907 inoltrato. La stessa azienda produsse anche una versione tascabile in calibro 6,35 mm, anche questa denominata Dreyse M1907 (Vest Pocket Pistol). Nel 1912 entrò invece in produzione la Dreyse M1912 in calibro 9 mm Parabellum, marcata RM & M Dreyse.
Il progetto della Dreyse fu fortemente influenzato dalla FN M1900 di John Browning. Nonostante la M1900 avesse la molla sulla canna invece che concentrica, simili erano la forma generale, l'angolo dell'impugnatura, il pulsante di sgancio del caricatore, la posizione della sicura manuale e l'otturatore.

## Tecnica

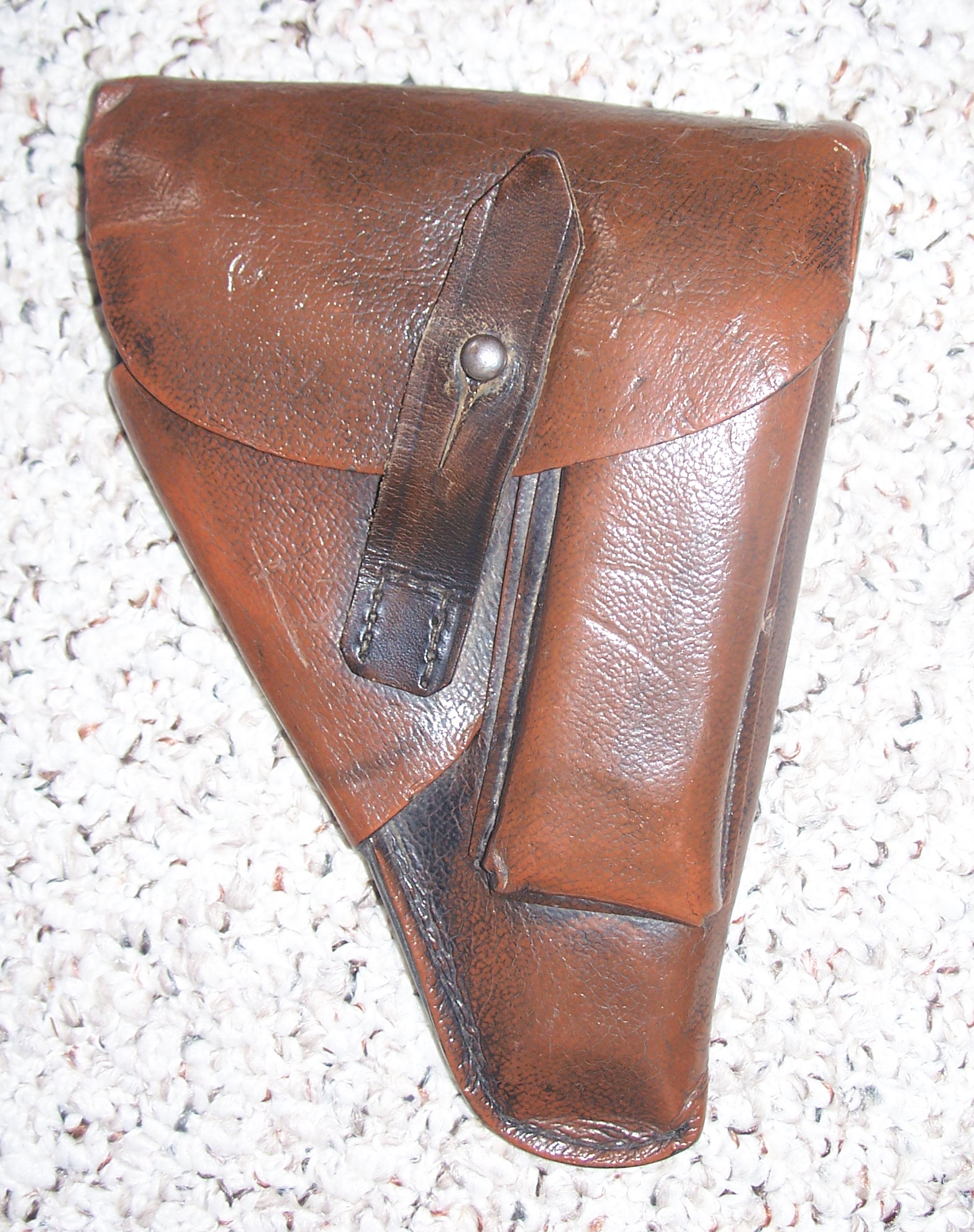
Fondina di finta pelle tedesca (Presstoff) in uso ai Volksgrenadier alla fine della guerra.

La pistola ed i suoi derivati (Dreyse M1907 Pocket Pistol, Dreyse M1912 Parabellum) erano basati su una semplice azione a massa battente, benché di design inusuale. La prima versione, in 7,65 mm, era la più inusuale. La maggior parte del carrello si protendeva sulla canna, con un tratto sporgente verso il basso dietro la camera di scoppio a fungere da otturatore. L'otturatore era racchiuso tra due cartelle sporgenti superiormente al castello, unite da un ponte portante la tacca di mira. La molla di recupero era inserita intorno alla canna, trattenuta da un collare solidale con il carrello tramite un dente sulla parte inferiore di quest'ultimo; successivamente questo sistema venne modificato, con un dente sporgente dal collare che ingaggiava una fresatura sulla parte inferiore del carrello. Il percussore aveva una coda che, quando armato, protrudeva dalla parte posteriore dell'otturatore. Tutta la parte superiore del castello ed il carrello potevano essere ribaltati in avanti sull'impugnatura, ruotando su un perno posto davanti al ponticello del grilletto.
Le prime pistole erano marcate 'DREYSE Rheinische Metallwaren- & Maschinenfabrik ABT. SOMMERDA' sul lato sinistro del castello, con il monogramma 'RMF' sulle guancette. Le armi successive erano solitamente marcate 'DREYSE RHEINMETALL ABT. SOMMERDA'. Alcune prodotte nel 1914 mancano del marchio 'DREYSE'. I lotti per le forze di polizia avevano solitamente marche dedicate, come la 'K. S. Gend.' della Reale Gendarmeria Sassone (Königlich Sächsische Gendarmerie).

## Impiego operativo
I principali utilizzatori furono gli ufficiali dell'Imperial regio Esercito austro-ungarico durante la prima guerra mondiale. Nello stesso conflitto la Dreyse fu in dotazione anche agli ufficiali dell'Esercito imperiale tedesco. Gli esemplari usati da quest'ultimo sono riconoscibili per la marca di prova sopra la finestra di espulsione sulla destra oltre alla normale marca di prova commerciale (una N coronata) sul lato sinistro del castello.
La pistola trovò largo utilizzo anche nella Wehrmacht durante la seconda guerra mondiale, specialmente tra gli ufficiali. Verso la fine della guerra molti esemplari furono assegnati ai Volksgrenadier ed al Volkssturm, a questi ultimi solitamente in fondine di finto cuoio in cartone pressato a causa della mancanza di materie prime.
Alcune migliaia di pistole furono acquistate dalle forze armate cecoslovacche nel 1921 e nel 1922, ma furono ritirate dal servizio già nel 1923 per non meglio specificati incidenti.
Nel 1912 la Guardia svizzera pontificia acquistò 30 di queste pistole per i suoi ufficiali e sottufficiali. Queste sono rimaste in servizio fino al 1990, quando sono state rimpiazzate dalle SIG-Sauer P225.
Durante la seconda guerra mondiale molte M1907 giunsero alla resistenza norvegese. Molte furono trovate, insieme a Sten artigianali e radio illegali, murate nelle case di partigiani e simpatizzanti.

## Utilizzatori
- Austria-Ungheria
- Germania
- Germania
- Lituania: 110 pistole, consegnate nel 1919-1920.
- Impero ottomano
- Città del Vaticano: 30 pistole, dismesse nel 1990.

## Nella cultura di massa
Una Dreyse M1907 appariva nelle prime versioni del gioco da tavolo Cluedo, erroneamente definito revolver.
La pistola era usata, nel film del 1933 Il testamento del dottor Mabuse di Fritz Lang, dall'ex detective Hofmeister ed era l'arma preferita dall'assassino Hardy, con la quale uccise il Dr. Kramm.